# Poppo (Schleswig)
Poppo († 19. Juli vor 1029) war um 1010 Bischof im Bistum Schleswig. Er soll den dänischen König Harald Blauzahn durch Wunder zum christlichen Glauben bekehrt haben.

## Leben
Seine Herkunft ist unbekannt, der Name weist nach Süddeutschland. Auch seine Lebensdaten sind unsicher und zum Teil widersprüchlich. Möglicherweise beziehen sich die Berichte auch nicht auf eine, sondern auf mehrere Personen.

### Bekehrung von König Harald
Um 961/963 soll ein Priester (presbiter) Poppo den dänischen König Harald Blauzahn zum Christentum bekehrt haben, indem er nach dessen Aufforderung ein glühendes Eisen mit der Hand aufhob. Über dieses Wunder berichteten Widukind von Corvey in seiner Res gestae Saxonicae von etwa 967 und nach dessen Angaben auch Thietmar von Merseburg um 1018.

### Bischof von Schleswig
Thietmar berichtete, danach habe ihn der Kaiser zum Bischof ernannt, ohne konkretere Zeitangabe. Adam von Bremen führte seinen Namen aber nicht bei den Bischöfen auf, die von Erzbischof Adaldag von Hamburg, also vor 988, geweiht wurden.
Als Bischof von Schleswig wurde Poppo bei Adam erstmals etwa 992 bezeichnet, als er von König Otto III. und vom Erzbischof von Hamburg Libentius I. zum schwedischen König Erik gesandt wurde, als dieser kurzfristig Sven Gabelbart in Dänemark verdrängt hatte. Adam bezeichnete Poppo in diesem Zusammenhang als „heiligen und weisen Mann“. Bei König Erik soll Poppo ein in Wachs getränktes Hemd an seinem Leibe verbrennen lassen, ohne Verletzungen davon zu tragen.
Der Katalog der Bischöfe von Schleswig von etwa 1043/1085 gibt Poppos Amtszeit mit fünf Jahren an, allerdings erst für die Jahre von etwa 1010 bis 1015. Falls Poppo tatsächlich sein Amt als Bischof in Dänemark ausgeübt haben sollte, müsste sich sein Amtssitz in Haithabu befunden haben. Im Gegensatz zum Katalog gibt Adam von Bremen an, dass Poppos Nachfolger Esico oder Ekkehard noch zu Libertius Lebzeiten, also vor dem Januar 1013, zum Bischof von Schleswig geweiht wurde.

### Bischof von Aarhus?
Laut Saxo Grammaticus war Poppo Bischof von Aarhus. Das kann er frühestens nach dem Tod des ersten Amtsinhabers Reginbrand 988 geworden sein. Ob Poppo wirklich Bischof von Aarhus war, ist allerdings fraglich, denn das Bistum wurde nach Reginbrands Tod mit dem Bistum Ribe verbunden. In Aarhus soll Poppo laut Saxo mit Knut dem Großen zusammengetroffen sein, der 1019 dänische König wurde. Demnach lebte er mindestens bis 1019.
Im Jahr 1029 wurde er als verstorben und im Bremer Dom bestattet bezeichnet.

## Wirkungsgeschichte
Poppo wird in der römisch-katholischen Kirche als Heiliger verehrt. Sein Gedenktag ist der 19. Juli.
Die Wunder wurden auch dem Erzbischof Poppo von Trier (amtierte 1016–1047) in einer Fassung der Gesta Treverorum zugeschrieben.
Der Name Poppostein einer jungsteinzeitlichen Grabanlage am Ochsenweg zwischen Schleswig und Flensburg wurde mit der Bekehrung König Haralds in Verbindung gebracht. Poppo soll ihn im nahegelegenen Helligbek (dänisch für heiliger Bach) getauft und auf dem Flurstück Poppholz gepredigt haben.
Die Bezeichnungen leiten sich wahrscheinlich von Poppe, niederdeutsch für Puppe, Kind ab.